# Literatura del segle XX
La literatura del segle XX comprèn les obres, moviments literaris i autors del segle xx. És un segle marcat per la ruptura dels límits estrictes entre gèneres, per la influència de la tècnica (especialment les arts audiovisuals com el cinema i, a les darreries, l'aparició d'Internet), els conflictes bèl·lics que sacsejaren la consciència dels escriptors i l'intercanvi entre diferents llengües i cultures, que fa que les obres mostrin un cosmpolitisme i influències mestisses en un grau molt més elevat que en segles precedents.
El segle està igualment determinat per l'auge de la indústria editorial, amb els grans segells, la sobrepublicació i el paper de l'escola, la crítica literària i els cercles acadèmics com a filtre per al lector. S'estenen els premis diversos, entre els quals destaca el Premi Nobel de Literatura pel seu prestigi internacional. La quantitat de receptors potencials va créixer gràcies a les campanyes d'alfabetització i l'extensió de l'educació bàsica, de manera que augmenten com mai a la història els llibres disponibles i altres formats com revistes o diaris que també inclouen literatura.
Durant aquest període es desenvolupa notablement la teoria de la literatura, començant pel formalisme rus. La seva influència es pot percebre en les creacions contemporànies, ja que actuen a manera de poètica preceptiva antiga o de sanció del que ha de conrear-se. Els manifests dels moviments actuen en el mateix sentit.
Com que el desenvolupament de corrents i generacions varia força en funció de la zona d'estudi, aquest article aborda la literatura en una estricta divisió per dècades, tot i que hi ha moviments que no s'ajustin a aquesta delimitació temporal i abarquin períodes més amplis o més curts.

## Del 1900 al 1909
El segle s'inicia en un ambient que barreja l'optimisme pels avenços tècnics i la nostàlgia d'un passat idealitzat, encarnat en l'esperit del fin de siècle. Un exemple d'aquesta dualitat l'encarna el noucentisme català, que al mateix temps que vol modernitzar l'art i pren el nom dels nous temps, entronca amb els clàssics grecollatins i reivindica la Mediterrània com a espai històric i lligam amb les civilitzacions anteriors (els autors més destacats són Josep Carner i Eugeni d'Ors). És la dècada on es posa definitivament en qüestió el realisme com a tècnica i on es publiquen obres que inauguren la literatura infantil i juvenil moderna.
A l'àmbit anglosaxó es dona l'anomenat període eduardià (pel rei Eduard VII del Regne Unit) caracteritzat per la divisió entre alta literatura i literatura popular que influiria la crítica de tot el segle, especialment a les novel·les. Els diaris van continuar sent el vehicle de difusió de contes i novel·les, com a dècades passades. Es reivindica la fantasia, el món interior, a vegades ple de color, com el món de Beatrix Potter, Peter Pan o el de El màgic d'Oz i a vegades amençant com a El cor de les tenebres de Joseph Conrad. Triomfa l'exotisme (reedicions de les obres de Rudyard Kipling) i l'allunyament a través de l'humor (comença a tenir èxit un autor com P.G. Wodehouse).

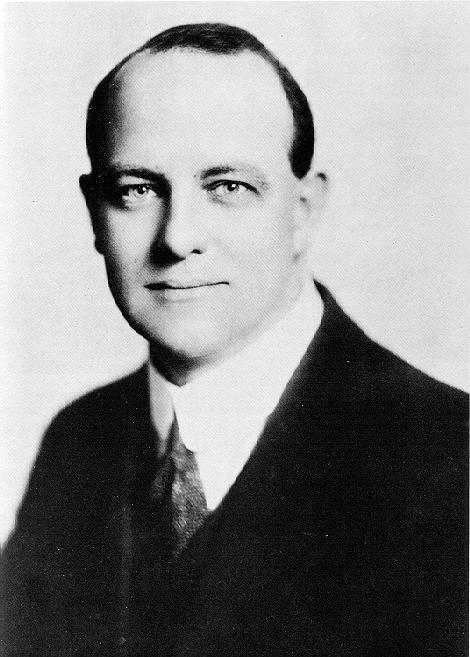
P.G. Wodehouse

S'inicia l'edat de plata de la literatura russa, que trenca també amb la representació realista, però especialment a la poesia, a diferència de la majoria de tradicions europees.
A Alemanya comença a publicar Thomas Mann, un dels autors més rellevants del cànon germànic, que comença inserit en el realisme decimonònic (amb la seva obra Els Buddenbrook) per anar donant pas progressivament a altres maneres de narrar, en paral·lel als autors estrangers. Es publica La interpretació dels somnis, si bé la seva influència no serà perceptible en literatura fins uns anys després. A Itàlia, la figura que marca els nous camins és sens dubte Luigi Pirandello, que conreà tots els gèneres per trencar amb una tradició massa literalista.
L'occità Frederic Mistral rep un Nobel i importa a les seves obres la Renaixença catalana, allunyant-se de la producció dels veïns francesos, els quals exploren els límits del simbolisme (André Gide) i comencen a trencar amb les regles de la sintaxi i els relats ordenats cronològicament. París continuava sent la meca artística per excel·lència i moltes de les grans obres literàries d'autors de diferents països es van forjar als seus cafès i tertúlies.
Espanya estava marcada pel desastre de la pèrdua de les darreres colònies, que havia provocat el sorgiment de la Generació del 98, que domina amb els seus escrits reflexius el panorama de la dècada, per mirar d'entendre el present hispànic, diferent del camí europeu. Les influències dels autors hispanoamericans, que ja s'havien fet paleses al modernisme, marquen la renovació d'una literatura fortament ancorada en la tradició i en la revisió del passat (amb l'excepció de figures com Juan Ramón Jiménez, que s'avança a moviments posteriors amb la seva poesia sensualista). Igualment estaven en una etapa anterior els autors japonesos d'influència occidental, que continuaven conreant el naturalisme juntament amb la lírica tradicional.

## Del 1910 al 1919
La segona dècada està marcada per la Primera Guerra Mundial, que per a molts estudiosos suposa el primer autèntic trencament literari del segle. Així, si els autors de 1910 a 1914 poden mostrar encara un optimisme i un desig de modernització, la guerra fa que tots els escrits parlin de la condició humana, la mort, el destí europeu i la decadència de l'ètica. El conflicte va provocar moltes baixes, no solament entre soldats sinó entre la població civil, i va fer entrar Europa en una severa crisi econòmica.
La fi de les certeses va traduir-se artísticament en l'avantguardisme, un seguit de moviments amb el denominador comú de l'experimentació verbal i l'ús d'elements de diferents arts. Aquest art "trencat", fragmentari, responia molt bé al desencís generalitzat i preludia els jocs verbals de la postmodernitat.
França lidera aquestes avantguardes, amb noms com Guillaume Apollinaire, Tristan Tzara en poesia, mentre que en prosa destaca la publicació en diversos volums de A la recerca del temps perdut, obra magna de Proust que amb el pes que atorga a la memòria representa molt bé el desencís davant la pèrdua de referents, que porta a refugiar-se en una infantesa innocent anterior a la guerra.
Itàlia seguirà els mestres francesos i triomfarà especialment el futurisme de Filippo Tommaso Marinetti. Entre els escriptors en espanyol cal remarcar les aportacions de Vicente Huidobro i els pensadors de l'anomenada Generación de 1914. Guerau de Liost és un dels noms més senyers en català.
Els aires de trencament arribaran a la literatura asiàtica, com al Xīn Wénhuà Yùndòng ("nou moviment cultural") xinès, un moviment contracultural que es fa ressò dels canvis produïts per la caiguda de les antigues dinasties i l'auge d'una nova llengua. Els autors es lliguen a revistes com Nova Joventut, que esdevé l'òrgan oficial per a la difusió de les idees modernitzadores. Al Japó, es crea un dels personatges més populars, el protagonista de Botxan, que exemplifica el contrast entre el món rural i l'urbà que creix (la ciutat és un dels temes preponderants a la literatura d'inicis de segle a tot el món). El Nobel consagra Rabindranath Tagore a l'Índia.
S'inicia el modernisme anglosaxó, que no té a veure amb el modernisme stricto sensu sinó amb una renovació de la narrativa que passa la preponderància als EUA, menys afectats per la guerra. James Joyce comença a explorar els límits de la llengua anglesa, reproduint el llenguatge mental i l'oníric, perquè durant aquesta dècada sí que s'aprecia ja la petja de Freud. En poesia, són populars les composicions de T. S. Eliot.
En alemany Franz Kafka recull la desconfiança de la realitat i el pessimisme continental en uns relats on l'individu no pot res davant l'estat, l'absurd o els altres. A La transformació, un home es transforma en un insecte no identificat, subratllant la deshumanització que pot esdevenir als temps moderns.

## Del 1920 al 1929
Els feliços anys vint és el nom que rep aquesta dècada, marcada pel desig d'oblidar els horrors de la guerra. Per això l'art es torna frívol, hedonista i tracta de recuperar l'optimisme fugint de la realitat, fixant-se només en els detalls i no en el marc històric o bé alterant la percepció de l'entorn. La influència de la música i el cinema comença a fer-se palesa en els escrits, que adopten un ritme més ràpid. En aquest context sorgeix amb força el surrealisme, agafant les troballes de la psicoanàlisi com a punt de partida per explorar el món dels somnis i de les associacions d'imatges. Aquesta exploració arriba a la religió i la mitologia, on comencen a destacar els treballs de Mircea Eliade.
André Breton fou el pare d'aquest moviment, recollint l'herència pionera dels francesos avantguardistes i exportant el concepte a la pintura i el cinema a part de quallar en la literatura. El monòleg interior, present per exemple a les obres de Virginia Woolf, és una de les tècniques per fer brollar l'inconscient. En aquestes obres apareixen éssers fantàstics, que entronquen amb la ciència-ficció, com els robots de R.U.R. (Robots Universals de Rossum) (on neix precisament el terme). La personalitat ja no és monolítica, com demostren els heterònims de Fernando Pessoa, perquè la ment tampoc no ho és. Això fa que es multipliquin els punts de vista. La poesia de Joan Salvat-Papasseit s'inscriu en aquesta tradició.
Ramón María del Valle-Inclán va usar el teatre grotesc (el esperpento) per deformar la realitat i qüestionar-la, en una línia similar al teatre de la crueltat d'Antonin Artaud o les obres de Jean Giraudoux. Aquest posat còmic va arribar a l'òpera xinesa, que triomfava als anys 20 seguint la tradició de segles de representacions populars.
En castellà, la Generació del 27 va combinar les influències surrealistes i avantguardistes amb la tradició lírica (reben el seu nom de Góngora), amb els versos de Pedro Salinas, Gerardo Diego, Jorge Guillén o Vicente Aleixandre. Jorge Luis Borges inicia la publicació de les seves obres farcides de referències intel·lectuals que fan de pont entre Europa i Amèrica Llatina, on escriu Pablo Neruda.
Un grup d'ex-combatents i autors es resistien a adoptar l'optimisme sensualista o burlesc generalitzat. Es tracta de la generació perduda nord-americana, amb figures com William Faulkner, Ernest Miller Hemingway o Ezra Pound. Les seves obres continuen el pessimisme existencial dels anys anteriors, agreujat per una experiència directa en el conflicte o bé per la constatació de la vacuïtat dels seus conciutadans, que obliden la memòria dels que han patit i no volen enfrontar-se al món.
Una altra excepció és Alemanya. A la República de Weimar sorgeix la Nova Objectivitat, que justament pretén retratar la realitat tal qual és, basant-se en les tècniques del reportatge periodístic o en un teatre renovat. Els autors més importants són Bertolt Brecht, Alfred Döblin i Hermann Hesse. La literatura d'Països Baixos seguiria posteriorment aquest camí.
Itàlia tampoc no segueix els corrents predominants, ja que l'auge del feixisme modifica tot l'art, que es converteix en un instrument de propaganda o de resistència. Només la poesia hermètica, hereva de la futurista, s'aparta de la influència política i s'emmiralla en els autors continentals.
En aquesta època cal constatar el naixement d'un nou grup d'autors, els afroamericans protagonistes del Harlem Renaissance. Amb els seus relats qüestionen el cànon occidental, eurocèntric i basat en homes blancs, i reivindiquen la multiculturalitat. Són els precursors de la World literature, el moviment que vol incorporar les tradicions de tots els continents als estudis universitaris. En una línia ideològica oposada (per tractar-se d'un moviment de caràcter romàntic i ancorat en la literatura popular), va aparèixer el Chhayavaad, grup d'autors en hindi que conrearen una poesia de gran acceptació.

## Del 1930 al 1939
Als anys trenta torna la literatura més reflexiva, que analitza el context històric i preludia l'existencialisme, com per exemple l'obra d'André Malraux o Louis-Ferdinand Céline. Els autors de cada país estan marcats per la situació política, amb canvis de règim i l'auge el totalitarisme.
Alemanya, amb l'ascens del nazisme comença a conrear-se una literatura d'exaltació nacional, fortament política i influïda pels autors feixistes italians que continuen publicant en aquestes dates. El règim propugna que s'ha de lligar l'art a la terra i la sang (Blut und Boden) i, per tant, els autors afins recuperen les tradicions populars, amb un retorn al romanticisme que conviu amb l'exaltació del futur gloriós imperial.
El realisme socialista s'imposa a la literatura russa i la dels països de l'òrbita soviètica, un moviment que combina l'adoctrinament polític amb un realisme costumista, on el proletariat és el principal protagonista. Els autors d'èxit es pleguen a les exigències del govern, com Maksim Gorki i sorgeixen plomes afins als dirigents comunistes. Els dissidents han d'escriure en secret (com el nom més rellevant de la literatura abkhaza, Fazil Iskander), exiliar-se (com el polonès Witold Gombrowicz) o fer desaparèixer els seus llibres, com va passar amb El mestre i Margarida, ja que s'implanta la censura artística. Els ideals comunistes inspiren també els intel·lectuals xinesos, com Lu Xun, i japonesos, com Takiji Kobayashi i Ineko Sata. Diversos autors europeus simpatitzen amb aquesta línia, mentre que d'altres alerten sobre el perill del control estatal: apareix aleshores la distopia, com a Un món feliç.
La literatura anglesa continua explorant el modernisme, amb noms que inicien la seva carrera com Graham Greene o Dylan Thomas que conviuen amb els grans autors del període anterior. Als Estats Units, la Gran depressió marca el tema de la majoria de novel·les, amb autors com John Steinbeck o Henry Miller. Dins la novel·la de gènere cal destacar la figura d'Agatha Christie; la seva obra Deu negrets es pot considerar el primer supervendes del segle (porta més de 100 milions de còpies venudes). Les intrigues de detectius ocupen un lloc preeminent en les preferències lectores del període.
La guerra civil espanyola marca bona part de les literatures peninsulars, suposant un autèntic tall en les tradicions castellana, catalana, basca i gallega. La mort de Federico García Lorca simbolitza la fi de les experimentacions literàries i es dona inici a un període més autàrquic i intimista, combinat amb un art de propaganda política. El conflicte com a tema marcarà bona part de la literatura posterior, com la de Mercè Rodoreda i Gurguí.

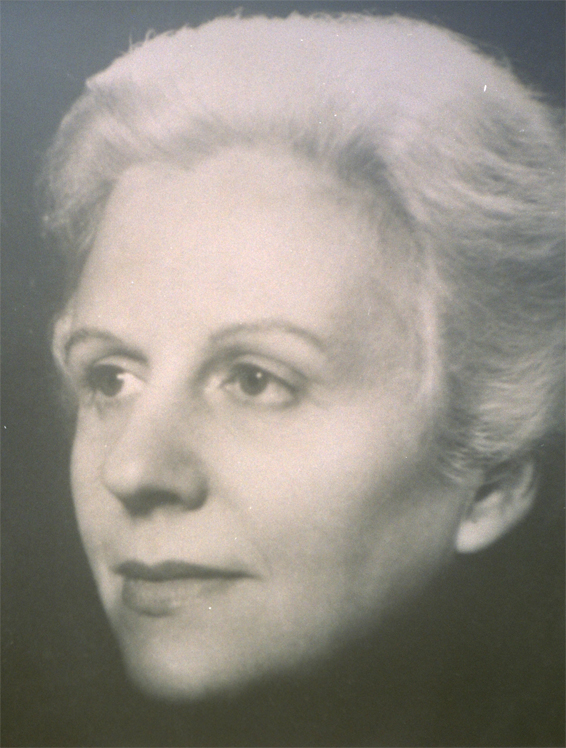
Rodoreda

A l'Àfrica comença a emergir un teatre polític, que s'apropia dels codis occidentals per denunciar la situació de sotmetiment dels països colonitzats. La qüestió racial té un paper rellevant en aquestes obres, que s'escriuen majoritàriament en anglès i francès. Apareixen simultàniament novel·les en els idiomes nadius, com el ioruba, però sense gran penetració social.

## Del 1940 al 1949
De nou la guerra marca la ruta literària. La Segona Guerra Mundial suposa un punt d'inflexió, tant pels combats i les seves conseqüències, com per l'holocaust, un dels grans temes de la segona meitat del segle (així com la identitat dels jueus i el seu paper a Israel, afer que dividirà políticament la classe intel·lectual). El diari d'Anne Frank, escrit durant aquesta època, pot ser vist com un dels llibres inaugurals d'aquesta tendència, i Primo Levi com un dels seus màxims representants..
Sorgeix l'existencialisme, amb les obres de Jean-Paul Sartre, davant l'angoixa d'un error repetit, de la manca de sentit de la vida i la llibertat combativa que s'hi oposa. Sobre temes similars es reflexiona a El Petit Príncep o els llibres d'Albert Camus. Simone de Beauvoir hi afegeix la qüestió del feminisme i el paper de la dona. Igualment Tennessee Williams traca el tema del gènere al seu teatre.
Eugenio Montale és l'autor italià més reeixit d'aquesta etapa. Les lletres fineses veuen aparèixer els llibres més importants de Mika Waltari i el iugoslau Ivo Andrić publica Un pont sobre el Drina. A Grècia destaca la lírica de Giorgos Seferis i Odysseus Elytis, ambdós guardonats amb un Nobel. Sándor Márai i Magda Szabó publiquen a Hongria les seves primeres novel·les.
A Espanya, el conflicte mundial arriba atenuat, encara amb les cicatrius de la guerra civil. A la primera postguerra la poesia esdevé l'art per expressar el descontentament, com els versos de Dámaso Alonso, mentre que la novel·la aborda qüestions socials i realistes, com l'obra de Camilo José Cela o Carmen Laforet. Aquesta tendència es traslladarà al teatre al final de la dècada, amb les obres d'Antonio Buero Vallejo. El franquisme suposa la pràctica desaparició pública de la literatura catalana culta, tot i que es troben autors resistents com Salvador Espriu i Castelló.
El teatre de l'absurd opta per la via satírica i surrealista per denunciar la deriva moral, com es veu a les obres de Jean Genet i Alfred Jarry. Aquest moviment continuà durant les dècades següent.
Després del conflicte, el món quedà dividit en dos: un Occident capitalista i un comunisme soviètic. George Orwell denuncia des de les seves obres el bloc comunista usant la faula, la distopia i el distanciament. De l'altre bàndol, els autors prosoviètics continuen escrivint amb l'estil realista precedent. Es condemna a l'exili o a treballs forçats els dissidents interns, com a Aleksandr Soljenitsin.
Els japonesos, derrotats, adopten el tema de la guerra amb patrons mixtes nipons i occidentals, com a les novel·les de Osamu Dazai. La figura del soldat perdut, el veterà amb seqüeles psicològiques, el desertor o el delator esdevenen personatges comuns a la literatura mundial de la postguerra.
Al continent africà, la négritude, la reivindicació de la raça negra, cobra més força com a tema literari. Apareixen antologies de contes i poesies populars en diversos idiomes i els iel·lectuals europeus inicien un diàleg amb els autors africans sobre aquestes qüestions.

## Del 1950 al 1959
La postguerra està marcada pels autors de la dècada anterior, que continuen tractant temes existencialistes i amb pluralitat de punts de vista, la nova generació beat i la consolidació dels subgèneres novel·lístics, especialment la literatura fantàstica i de ciència-ficció. Neix la novel·la d'espies, que passarà a la pantalla com a thriller, amb personatges com James Bond d'Ian Lancaster Fleming.
Als Estats Units els autors més joves comencen a qüestionar el sistema, com Jack Kerouac o William Seward Burroughs, denunciant especialment la dicotomia entre aparença i realitat a les famílies i la hipocresia de la classe dirigent. El desencant vital i la cerca de nous referents és patent a obres com El vigilant en el camp de sègol. La translació d'aquest desencís a Anglaterra dona peu al moviment dels Angry young men, essent Kingsley Amis el seu màxim exponent.
A Itàlia sorgeix el neorealisme, tant en cinema com en literatura (la mútua influència entre les dues arts va creixent al llarg del segle), amb plomes com les de Cesare Pavese. En paral·lel, Giuseppe Tomasi di Lampedusa certifica la mort del món antic i aristocràtic, donant pas a la plena modernitat.
La literatura fantàstica crea les seves obres de referència com les sagues de Les Cròniques de Nàrnia o El Senyor dels Anells (una de les més venudes de la història). També impregna els autors d'altres corrents, com es pot veure als llibres d'Italo Calvino o Ana María Matute, on els límits del que és real són difusos. La ciència-ficció dona títols com els de Ray Bradbury o Isaac Asimov.
La literatura catalana està marcada pels autors de l'exili i la repressió cultural franquista. Malgrat això, apareixen escriptors que continuaran destacant durant anys, com Manuel de Pedrolo i Molina. Es recullen les obres anteriors de Josep Pla i Casadevall, que a vegades es veu obligat a escriure en castellà. Joan Triadú i Font, per la seva banda. recopila els millors poetes de la seva generació en una antologia clau per explicar el desenvolupament líric català. Autors com Pere Calders continuen actius malgrat les dificultats.
A Espanya predomina una literatura intimista tant en lírica com a la novel·la, amb noms com Carlos Barral, Jaime Gil de Biedma, Ángel González, José Agustín Goytisolo, Carmen Martín Gaite o Rafael Sánchez Ferlosio. Usen un llenguatge senzill i referents quotidians, d'acord amb un context d'austeritat com el que es viu al país. Els sentiments, les accions del dia a dia, l'atenció al detall elevat a art en són els trets característics.
França s'allunya de la tendència general del continent europeu, apostant per una literatura experimental on es juga amb els límits del llenguatge i que comença amb el Nouveau roman, un moviment on les restriccions formals posen en valor el text, com es pot apreciar a les obres d'Alain Robbe-Grillet o Nathalie Sarraute. D'altres escriptors, com Marguerite Yourcenar, s'allunyen d'aquest motlle i conreen una novel·la més tradicional.
Continua el moviment del teatre de l'absurd, amb èxits com Tot esperant Godot o les primeres obres d'Eugen Ionescu. Aquesta manera de fer teatre arriba a més a més a un públic més ampli, incloent l'alta burgesia que sovint és criticada a les mateixes representacions.
Mao Zedong inaugura una nova època comunista a la Xina, on aquest país comparteix el paper de líder socialista amb la Unió Soviètica. Tot el territori sota la seva influència es veu marcat per una forta censura, la depuració ideològica dels escriptors contraris al règim i la negació de les aportacions occidentals. Una prova és l'anomenada campanya de les cent flors, que pretén convèncer de la necessitat de seguir la mateixa línia de pensament en política i en ficció.
A Rússia apareixen obres com Lolita o Doctor Givago i a Albània escriu Sterjo Spasse, un clar exponent d'intel·lectual afí al partit.

## Del 1960 al 1969
Els anys seixanta aprofundeixen en el qüestionament del sistema iniciat la dècada anterior, de manera que es presta atenció a les obres que simbolitzen la contracultura; s'aborda el tema del paper de la dona, incorporant el feminisme a la crítica literària o usant fins i tot la ciència-ficció i es dona veu a les minories ètniques i socials, així com a altres literatures no occidentals.
El tema racial esdevé cabdal a Nord-amèrica, on narradors com Harper Lee o Alex Haley traslladen a la ficció els moviments polítics i reivindicatius del carrer, amb figures com Martin Luther King. L'opressió s'assimila sovint també a la dona, com fa Sylvia Plath en els seus poemes confessionals.
Els japonesos encumbraren a Kenzaburō Ōe i els estatunidencs a John Updike, Truman Capote Richard Yates i Norman Mailer. A Espanya conviuen els narradors socials i els poetes del grup dels 50 precedent amb veus com la de Luis Martín Santos. La compilació del quartet narratiu de Lawrence Durrell és una de les fites de la literatura colonial anglesa. Entre les plomes txeques cal fer esment de Bohumil Hrabal.

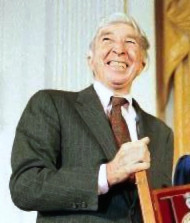
John Updike

La literatura en francès combina les obres dels nascuts s França, d'aquells que adopten la seva llengua per motius polítics i la dels autors de les antigues colònies. Així, cal destacar la petja de Milan Kundera, Kateb Yacine junt a la dels escriptors de l'anomenat Oulipo. Aquest moviment reafirma el caràcter experimental de la dècada precedent, amb noms com Georges Perec o Raymond Queneau. Porten a l'extrem les restriccions formals, prenen l'humor distanciat del teatre de l'absurd i practiquen una narrativa que s'allunya de les normes tradicionals. Molts d'ells usen referents provinents de les matemàtiques per a l'estructura de les seves obres, com també farà en anglès Thomas Pynchon.
La ciència-ficció continua el seu període daurat, amb autors com Anthony Burgess, Stanisław Lem o Arthur C. Clarke que creen mons on els viatges a l'espai i les màquines (temes habituals del gènere) conviuen amb la diseccio psicològica dels personatges i amb la crítica a la manera de viure dels seus coetanis.
Apareix als països llatinoamericans la tendència del realisme màgic, hereva de la barreja entre fantasia i realitat dels anys precedents. Aquest boom llatinoamericà dona pas a noms com Gabriel García Márquez. La natura, el paisatge, l'herència mestissa, les llegendes i mites conviuen amb les aportacions del cànon occidental i influirien en tota la producció hispanoamericana posterior.
En català Gabriel Ferrater i Soler va combinar la poesia amb les reflexions sobre la llengua, en un moment en què el franquisme començava a ser obertament contestat i augmentaven les publicacions, sovint clandestines, en català. Joan Perucho i Gutierres-Duque entronca amb la vena fantàstica i l'adapta a la tradició local i Llorenç Villalonga i Pons escriu sobre el canvi de model que s'està vivint.
A la Xina la Revolució Cultural va agreujar la situació dels intel·lectuals dissidents, igual que a països com Albània, on malgrat el control comença a publicar Ismail Kadare.
Dins la literatura infantil, per acabar, apareixen alguns dels títols claus de Roald Dahl.

## Del 1970 al 1979
Els anys setanta marquen la convivència de diverses tendències simultànies, en una barreja que serà la constant fins a finals de segle. D'una banda continuen publicant els autors respectats del passat i s'insisteix en la literatura experimental, però de l'altra alguns escriptors reivindiquen les formes clàssiques de la literatura i conviuen amb productes dissenyats específicament per al consum massiu, amb influències de la televisió. La no-ficció ocupa llocs cada cop més importants en les llistes de vendes.
Franco mor el 1975 i s'inicia una transició democràtica a Espanya que permet recuperar els models europeus (com prova Gonzalo Torrente Ballester i resorgir les literatures en llengua catalana i gallega. La polèmica provocada per la publicació de Nueve novísimos poetas españoles divideix la lírica peninsular entre renovadors i personalistes.
A Portugal destaca la figura de Sofia de Melo Breyner, a Hongria la d'Imre Kertész i a Nigèria la de Wole Soyinka. A la Xina, la detenció de la Banda dels Quatre va fer florir de nou la literatura crítica. Mentrestant, a la novel·la d'acció comença la seva carrera Frederick Forsyth.
Dins la novel·la de terror, comença a publicar Stephen King, probablement la figura més important del gènere. Igualment s'inicia en aquest període la saga de vampirs d'Anne Rice, que actualitza la figura i és la precursora de la moda contemporània al voltant d'aquests personatges.
A finals de la dècada s'entra plenament en la postmodernitat literària. Aquesta era està marcada per la barreja de gèneres, per la intertextualitat en les seves diverses formes, per l'intent d'esborrar la separació entre l'alta cultura i la popular, la influència dels mitjans audiovisuals i de la música en la creació artística i el qüestionament de la figura de l'autor.

## Del 1980 al 1989
La dècada dels vuitanta està marcada per l'auge de la novel·la històrica, com prova l'èxit d'Umberto Eco o Ken Follett, la literatura de fantasia (les obres paròdiques de Terry Pratchett o les de Dragonlance, que emparenten el gènere amb el joc de rol), i el relat de vides d'antiherois.
A Espanya es torna a una lírica governada per les lleis de la mètrica, amb autors que alternen el conreu de la poesia i de la prosa, com Felipe Benítez Reyes, Luis García Montero o Andrés Trapiello. A Portugal triomfa José Saramago amb una novel·la que pren un fort posicionament polític. Al Japó escriu Haruki Murakami, un dels autors més llegits de les lletres nipones a Occident. A l'àmbit anglès, és rellevant l'aportació d'Ian McEwan. Orhan Pamuk salta a la fama amb les seves novel·les cruïlla entre el món oriental i l'occidental. Bernardo Atxaga és un dels noms més preeminents en basc.
El tema colonial es conrea tant per autors africans, com Tahar Ben Jelloun o Chinua Achebe com nascuts a les antigues metròpolis, com per exemple António Lobo Antunes. La literatura índia compta amb Salman Rushdie, condemnat per les seves declaracions religioses.
Als Estats Units comencen a publicar escriptors d'èxit com David Foster Wallace o Jonathan Franzen, que reividinquen en retorn a la narrativa tradicional sense renunciar a les aportacions postmodernes de la cultura popular o els diferents mitjans de comunicació.
A Sud-amèrica continuen escrivint els autors del realisme màgic, però amb noms nous com el d'Isabel Allende. Al mateix temps sorgeix una literatura de protesta, fortament polititzada, que reclama la plena democratització del subcontinent.
A Catalunya es fan populars novel·listes com Quim Monzó, Isabel-Clara Simó i Monllor o Sergi Pàmies i Bertran i el parateatre o teatre experimental de companyies fundades a les acaballes del franquisme, com Dagoll Dagom, La Cubana o La Fura dels Baus.
La literatura xinesa continua pels camins de la dècada anterior però les Protestes de la Plaça de Tian'anmen de 1989, amb morts i gran repercussió mundial, suposen l'obertura definitiva de les lletres xineses, ja que des de llavors proliferen les edicions crítiques, el diàleg entre els autors exiliats i els nacionals i la difusió de textos prohibits gràcies a les noves tecnologies. Un nom que cal destacar és Gao Xingjian i en un àmbit més popular Amy Tan. La Caiguda del mur de Berlín el mateix any suposa el mateix fet per als autors de l'Alemanya comunista.

## Del 1990 al 1999
No hi encara prou distància com per tenir una imatge clara del que va significar la darrera dècada del segle XX en literatura, però sí que hi ha tendències que es poden remarcar, com el naixement de la relació amb Internet (que portaria a una literatura hipertextual. S'intenta fer balanç, per això proliferen els rànquings dels millors llibres del segle o fins i tot de la història, com el polèmic cànon de Harold Bloom.
El Japó està marcat per l'auge de l'anime, el manga i la seva exportació a Europa, fet que contribueix a revaloritzar el còmic com a gènere literari (un exemple serien les obres d'Alan Moore o el món de fantasia de Neil Gaiman).
A França sorgeix una nova generació d'autors marcats per la protesta i l'escàndol, com Michel Houellebecq o Amélie Nothomb. Poden ser un bon exponent d'una tendència originada als anys anteriors però que es consolida als 90, la d'autor mediàtic, que es fa famós no solament per les seves obres sinó per les seves declaracions a la premsa o l'aparició a la televisió. Chuck Palahniuk seria un paral·lel americà.
Hi ha noms que la crítica ha sancionat com a valuosos: Dario Fo a Itàlia, Yasmina Khadra a Algèria, Paul Auster als Estats Units, Emil Tode a Estònia o Roberto Bolaño a Xile.
La literatura infantil veu les sagues de Robert Lawrence Stine o de Harry Potter, una de les més venudes de la història i que ha suposat la iniciació literària d'una generació.